# Spring Cup 1994
Der Spring Cup 1994 war ein Dartsturnier, das am 8. und 9. April 1994 im schweizerischen Basel ausgetragen wurde.

## Teilnehmer
Deutschland
- Herren: Andreas Kröckel, Bernd Hebecker, Marcus Schulte, Bernhard Willert, Andree Welge, Volker Backes, Ralf Hoier, Ralf Seel
- Damen: Heike Ernst, Marion Diehn, Astrid Kamm, Gabi Westfal
- Teammanager: Dietmar Ernst, Volker Hatlauf[1]

## Wettbewerbe

### Herreneinzel
|  | Finale |                       |   |
|  |        |                       |   |
|  |        |                       |   |
|  |        | Raymond van Barneveld | 2 |
|  |        | Braulio Roncero       | 0 |

### Herrenteam
| Pl. | Nation      | Einzel | Doppel | Pkt. |
| --- | ----------- | ------ | ------ | ---- |
| 1.  | Niederlande | 246    | 244    | 490  |
| 2.  | Deutschland | 194    | 232    | 426  |
| 3.  | Belgien     | 213    | 196    | 409  |
| 4.  | Frankreich  | 155    | 168    | 323  |
| 5.  | Schweiz     | 165    | 138    | 303  |
| 6.  | Österreich  | 121    | 138    | 259  |
| 7.  | Luxemburg   | 86     | 56     | 142  |

### Dameneinzel
|  | Finale |                    |  |
|  |        |                    |  |
|  |        |                    |  |
|  |        | Francis Hoenselaar |  |
|  |        | Heike Ernst        |  |

### Damenteam
| Pl. | Nation      | Einzel | Doppel | Pkt. |
| --- | ----------- | ------ | ------ | ---- |
| 1.  | Niederlande | 88     | 94     | 182  |
| 2.  | Belgien     | 88     | 78     | 166  |
| 3.  | Deutschland | 81     | 82     | 163  |
| 4.  | Schweiz     | 57     | 58     | 115  |
| 5.  | Frankreich  | 50     | 54     | 104  |
| 6.  | Österreich  | 33     | 34     | 67   |
| 7.  | Luxemburg   | 23     | 20     | 43   |